# 小站镇
小站镇，是中华人民共和国天津市津南区下辖的一个乡镇级行政单位。
清末，袁世凱曾在此操演新式陸軍，人稱小站練兵。

## 行政区划
小站镇下辖以下地区：
中山路社区、德胜道社区、和平路社区、红旗路社区、减河南社区、水榭花都社区、福堤园社区、竹新苑社区、紫淼新苑社区、怡润社区、盛字营村、传字营村、幸福村、西花园村、西沟村、东大站村、营盘圈村、新开路村、南副营村、四道沟村、东闸村、前营村、坨子地村、东西庄房村、迎新村、会馆村、操场河村、周庄房村、小站黄台工业园区社区、天津小站工业区社区和小站工业区东区社区。